# コールガール (1971年の映画)
『コールガール』（原題：Klute）は、1971年制作のアメリカ合衆国のサスペンス映画。アラン・J・パクラ監督の出世作。
主演のジェーン・フォンダが第44回アカデミー主演女優賞、第30回ゴールデングローブ賞 主演女優賞 (ドラマ部門)、第6回全米映画批評家協会賞主演女優賞、第37回ニューヨーク映画批評家協会賞 主演女優賞を受賞した。ロードショーの後、『ニューヨーク売春地帯』の邦題で公開された地域もあった。

## あらすじ
ペンシルヴァニア州のある研究所の科学者が突如失踪した。それから数ヶ月後のニューヨーク、彼の失踪事件を調べていた刑事のジョン・クルートは、彼がコールガールに宛てた卑猥な手紙を頼りに独自の調査を始める。
受取人の友人で売れっ子のコールガール、ブリー・ダニエルズに協力を請うが、警察に怨みをもつ彼女に追い返され、クルートは彼女の自宅近くに部屋を借りて監視する。
クルートは監視を続けるうち、ブリーに対する恋が芽生えてきて、ブリーもいつしか彼を愛するようになる。しかし、ブリーに何者かの魔の手が迫る。

## キャスト
| 役名               | 俳優                     | 日本語吹替                                 | 日本語吹替    |
| 役名               | 俳優                     | NETテレビ版                                | TBS版         |
| ------------------ | ------------------------ | ------------------------------------------ | ------------- |
| ブリー・ダニエルズ | ジェーン・フォンダ       | 小原乃梨子                                 | 小原乃梨子    |
| ジョン・クルート   | ドナルド・サザーランド   | 岩崎信忠                                   | 小川真司      |
| ピーター・ケーブル | チャールズ・シオフィ     | 島宇志夫                                   |               |
| フランク・リグラン | ロイ・シャイダー         | 家弓家正                                   | 中田浩二      |
| 女医               | ヴィヴィアン・ネイザン   | 高村章子                                   |               |
| トラスク           | ネイサン・ジョージ       | 徳丸完                                     |               |
| ホリー             | ベティ・マーレイ         | 谷育子                                     |               |
| トム               | ロバート・ミリ           | 矢田耕司                                   |               |
| ゴールドファーブ   | モーリス・ストラスバーグ | 宮川洋一                                   |               |
| バセク             | アントニア・レイ         | 此島愛子                                   |               |
| アーリン           | ドロシー・トリスタン     | 野沢雅子                                   |               |
| 若い女             |                          | 芝田清子                                   |               |
| ロス               |                          | 寺島幹夫                                   |               |
| 客の男             |                          | 筈見純                                     |               |
| アーリンの男       |                          | 細井重之                                   |               |
| 日本語版スタッフ   |                          |                                            |               |
| 演出               | 演出                     | 左近允洋                                   |               |
| 翻訳               | 翻訳                     | 山田小夜子                                 |               |
| 調整               | 調整                     | 栗林秀年                                   |               |
| 効果               | 効果                     | PAG                                        |               |
| 制作               | 制作                     | グロービジョン                             |               |
| 解説               | 解説                     | 淀川長治                                   |               |
| 初回放送           | 初回放送                 | 1977年1月30日 『日曜洋画劇場』 21:00-22:56 | 1988年10月7日 |